# 梅里爾·紐曼
梅里爾·愛德華·紐曼（英語：Merrill Edward Newman；1928年5月20日—2022年1月17日）是一位退休的商人和前美國陸軍中尉，在2013年被朝鮮宣布扣押，並在42天後被釋放。

## 個人生活
於2013年，紐曼和他的妻子住在一個退休社區。家人稱，在他被捕時，紐曼他需要藥物治療心臟疾病。